# Nati nel 1519
| Questa pagina contiene informazioni ricavate automaticamente dalle voci biografiche con l'ausilio del template Bio e di un bot. L'aggiornamento è periodico e automatico e ricostruisce completamente la pagina. Se manca una persona in questa lista, sei pregato di non aggiungerla, ma accertati piuttosto che la sua voce biografica contenga il template Bio e che i dati anagrafici siano correttamente compilati. Se il template Bio manca, inseriscilo tu stesso o, in alternativa, metti l'avviso {{tmp\|Bio}} che ne segnala la mancanza. Se i dati riportati sono sbagliati, correggi direttamente la voce biografica; le modifiche saranno visibili in questa lista entro pochi giorni. Per chiarimenti vedi il progetto biografie. La lista contiene solo le 69 persone che sono citate nell'enciclopedia e per le quali è stato implementato correttamente il template Bio. Pagina aggiornata al 18 lug 2025. |

## Gennaio(4)
- 2 gennaio - Federico Badoer, letterato, ambasciatore e politico italiano († 1593)
- 16 gennaio - Francesco II Gonzaga-Novellara, nobile italiano († 1577)
- 18 gennaio - Isabella Jagellona, regina († 1559)
- 25 gennaio - Jacopo Pitti, storico, diplomatico e politico italiano († 1589)

## Febbraio(3)
- 5 febbraio - Renato di Chalon, nobile tedesco († 1544)
- 16 febbraio - Gaspard II de Coligny, condottiero e nobile francese († 1572)
- 24 febbraio - Francesco I di Guisa, condottiero e politico francese († 1563)

## Marzo(3)
- 4 marzo - Hindal Mirza, principe indiano († 1551)
- 22 marzo - Catherine Willoughby, nobildonna inglese († 1580)
- 31 marzo - Enrico II di Francia, re francese († 1559)

## Aprile(1)
- 13 aprile - Caterina de' Medici, sovrana italiana († 1589)

## Maggio(2)
- 17 maggio - Gasparo Scaruffi, economista italiano († 1584)
- 27 maggio - Girolamo Mei, storico e letterato italiano († 1594)

## Giugno(4)
- 12 giugno - Cosimo I de' Medici, sovrano italiano († 1574)
- 14 giugno - Isabella Maria d'Este, nobildonna italiana († 1519)
- 15 giugno - Henry FitzRoy, I duca di Richmond e Somerset, nobile inglese († 1536)
- 24 giugno - Teodoro di Beza, teologo francese († 1605)

## Luglio(2)
- 2 luglio - François de Noailles, vescovo cattolico e ambasciatore francese († 1585)
- 20 luglio - Papa Innocenzo IX, papa, vescovo cattolico e cardinale italiano († 1591)

## Agosto(3)
- 12 agosto - Juan Claros de Guzmán, IX conte di Niebla, nobile spagnolo († 1556)
- 24 agosto - Bartolomeo Cappello, politico italiano († 1594)
- 28 agosto - Vincenzo Giustiniani, cardinale italiano († 1582)

## Settembre(2)
- 21 settembre - Ugolino Martelli, umanista e vescovo cattolico italiano († 1592)
- 23 settembre - Francesco di Borbone-Vendôme, principe francese († 1546)

## Ottobre(1)
- 14 ottobre - Maria di Brandeburgo-Kulmbach, principessa tedesca († 1567)

## Novembre(4)
- 9 novembre - Ogasawara Nagatoki, militare giapponese († 1583)
- 16 novembre - Willibald Imhoff, banchiere e mercante tedesco († 1580)
- 22 novembre - Giovanni Crato von Krafftheim, medico e umanista tedesco († 1585)
- 27 novembre - Giovanni Battista Susio, medico e umanista italiano († 1583)

## Senza giorno specificato(40)
- Juan Barahona, giurista e diplomatico spagnolo († 1565)
- Giovanni Maria Barbieri, filologo italiano († 1574)
- João Nunes Barreto, patriarca cattolico e gesuita portoghese († 1562)
- Francesco Beccio, giurista, politico e diplomatico italiano († 1593)
- Cornelio I Bentivoglio, nobile († 1585)
- Girolamo Benzoni, esploratore italiano
- Eleanor Brandon, nobile britannica († 1547)
- Matteo Contarelli, cardinale francese († 1585)
- Giulio Contarini, vescovo cattolico italiano († 1575)
- Torquato I Conti, I duca di Poli e Guadagnolo, nobile e militare italiano († 1572)
- Date Harumune, militare giapponese († 1578)
- Ambrogio Di Negro, doge († 1601)
- Remi Drieux, vescovo cattolico fiammingo († 1594)
- Mary FitzRoy, nobile inglese († 1557)
- Antonio Gentili, scultore e orafo italiano († 1609)
- Cherubino Ghirardacci, storico italiano († 1598)
- Carlo Grassi, cardinale e vescovo cattolico italiano († 1571)
- Thomas Gresham, mercante e banchiere inglese († 1579)
- Edmund Grindal, arcivescovo anglicano britannico († 1583)
- George Howard, politico, diplomatico e scrittore inglese († 1580)
- Pieter Huys, pittore fiammingo († 1581)
- Imagawa Yoshimoto, militare giapponese († 1560)
- Liang Chenyu, drammaturgo cinese († 1593)
- Giannotto Lomellini, doge († 1574)
- Tristan de Luna y Arellano, esploratore spagnolo († 1571)
- Pietro Manelfi, presbitero italiano
- Girolamo Martinengo, militare italiano († 1570)
- Pedro Menéndez de Avilés, esploratore spagnolo († 1574)
- Sforza Pallavicino, condottiero italiano († 1585)
- Pietro Perna, tipografo italiano († 1582)
- Giovanni Paolo Rossetti, pittore italiano († 1586)
- Giulio Cesare de' Rossi, condottiero italiano († 1554)
- Giovanni Antonio Serbelloni, cardinale e vescovo cattolico italiano († 1591)
- Laura Terracina, poetessa italiana († 1577)
- Uccialì, ammiraglio ottomano († 1587)
- Paolo II Vitelli, condottiero e cavaliere italiano († 1574)
- Giovanni Maria Zappi, storico e biografo italiano († 1596)
- Bertrand d'Argentré, giurista francese († 1590)
- Bartolomé de Albornoz, giurista e storico spagnolo († 1573)
- Caterina de Cardona, nobildonna e monaca cristiana spagnola († 1577)